# Walter Crofton
Walter Crofton (1815–1897) fue el director de Prisiones de Irlanda, entre 1854 y 1862. Es citado como el heredero ideológico de Alexander Maconochie.

## Sistema irlandés
Bajo el sistema de administración penitenciaria de Crofton, conocido como sistema irlandés, los prisioneros avanzaban a través de tres etapas de confinamiento. Durante la primera etapa, la etapa penal, los presos permanecían recluidos en celdas solitarias durante aproximadamente nueve meses. La segunda etapa consistía en trabajo comunitario en las prisiones de obras públicas. Para la tercera etapa, los funcionarios promovían a los presos en pequeños grupos a cárceles "intermedias" (esencialmente una casa intermedia, donde podían hacer recados y asistir a la iglesia de la comunidad) como prueba final de su preparación para los tickets de salida irlandeses. Un prisionero que recibía uno de estos tickets se le concedía la libertad condicional en la comunidad, donde sería supervisado por personal policial o civil a quien se exigía que garantizara empleo y realizar visitas domiciliarias. Estos "supervisores" representaron los precursores de los oficiales modernos de libertad condicional.